# Stavasjön
Stavasjön är en sjö i Örnsköldsviks kommun i Ångermanland och ingår i Idbyåns huvudavrinningsområde. Sjön har en area på 0,154 kvadratkilometer och ligger 93 meter över havet. Sjön avvattnas av vattendraget Täftån.

## Delavrinningsområde
Stavasjön ingår i det delavrinningsområde (704172-165598) som SMHI kallar för Inloppet i Bursjön. Medelhöjden är 128 meter över havet och ytan är 10,88 kvadratkilometer. Det finns inga avrinningsområden uppströms utan avrinningsområdet är högsta punkten. Täftån som avvattnar avrinningsområdet har biflödesordning 2, vilket innebär att vattnet flödar genom totalt 2 vattendrag innan det når havet efter 22 kilometer. Avrinningsområdet består mestadels av skog (88 procent). Avrinningsområdet har 0,15 kvadratkilometer vattenytor vilket ger det en sjöprocent på 1,4 procent.